# Aniuk River
Der Aniuk River ist ein etwa 83 Kilometer langer rechter Nebenfluss des Noatak River im Nordwesten des US-Bundesstaats Alaska. 

## Verlauf
Seine Quelle liegt am Südhang des Kavaksurak Mountain in den Howard Hills, einem Gebirgszug der Brookskette. Der Aniuk River fließt in südwestlicher Richtung durch das Noatak National Preserve und mündet in den Noatak River, der über den Kotzebue-Sund zur Tschuktschensee, einem Randmeer des Arktischen Ozeans, fließt.

## Name
In The Inupiaq Eskimo Nations of Northwest Alaska wird der Name „Aniyaam Kuuna“ für den Fluss verwendet.